# Blod eller guld
Blod eller guld är ett samlingsalbum av Perssons Pack från 1995. Det är utgivet av lågprisetiketten Pickwick och består av låtar från albumen Äkta hjärtan och Svenska hjärtan: svarta ballader och fördömda sånger. Dessa två album var Perssons Packs utgivning på skivbolaget EMI och producerades av Kjell Andersson.

## Låtförteckning
| Nr  | Titel och upphov                                                         | Ursprunglig skiva |      |
| --- | ------------------------------------------------------------------------ | ----------------- | ---- |
| 1.  | Tusen dagar härifrån                                                     | Äkta hjärtan      | 4:05 |
| 2.  | Balladen om Joe Hill (Joe Hill (E. Robinson, A. Hayes, R. Lindström))    | Svenska hjärtan   | 4:11 |
| 3.  | Genom ögon så blå                                                        | Äkta hjärtan      | 3:57 |
| 4.  | Fribacka väg                                                             | Äkta hjärtan      | 3:54 |
| 5.  | Brooklandsvägen (The Brookland Road (D. Andersson, R. Kipling, O. Wold)) | Svenska hjärtan   | 4:18 |
| 6.  | Ett paradis längre ner                                                   | Äkta hjärtan      | 5:03 |
| 7.  | Ditt grönaste gräs                                                       | Äkta hjärtan      | 4:20 |
| 8.  | Nyårsafton i New York                                                    | Äkta hjärtan      | 4:27 |
| 9.  | Blod eller guld (N. Hellberg)                                            | Svenska hjärtan   | 4:02 |
| 10. | Äkta hjärtan                                                             | Äkta hjärtan      | 4:37 |
| 11. | Ensam blir ensam (Alone and forsaken (H. Williams, L. Kolsrud))          | Svenska hjärtan   | 3:12 |
| 12. | Mördar-Anders (trad., arr. T. Granqvist, C. Vreeswijk)                   | Svenska hjärtan   | 3:15 |

## Medverkande

### Perssons Pack
- Per Persson - sång, gitarr
- Magnus Lind - dragspel, orgel, piano, kör
- Magnus Adell - bas, trummaskinsprogrammering, kör

### Övriga
- Ingemar Dunker - trummor, slagverk
- Pelle Sirén - Gitarr, mandolin, resolectric & bouzouki
- Jesper Lindberg - banjo, dobro, gitarr
- Johan Setterlind - trumpet
- Jakob Hellman - sång (1)
- Magnus Coltrane Price - sång (8)
- Micke Andersson - kör
- Örjan Stenbom - kör